# Bejaria ledifolia
Bejaria ledifolia là một loài thực vật có hoa trong họ Thạch nam. Loài này được Bonpl. mô tả khoa học đầu tiên năm 1809.